# Catstone
Catstone är en kulle i Storbritannien.   Den ligger i kommunen Scottish Borders och riksdelen Skottland, i den centrala delen av landet, 500 km norr om huvudstaden London. Toppen på Catstone är 448 meter över havet.
Terrängen runt Catstone är platt åt sydväst, men åt nordost är den kuperad.Runt Catstone är det glesbefolkat, med 16 invånare per kvadratkilometer. Närmaste större samhälle är Livingston, 16,8 km norr om Catstone. Trakten runt Catstone består i huvudsak av gräsmarker.